# 홍콩 누아르
홍콩 누아르는 필름 누아르라는 말에서 나온 말이며, 이 영화장르는 범죄자나 형사가 살아가는 모습을 통해 삶이 암울한 모습을 보여주는 내용인 것들이 대부분이다. 이런 필름 누아르와 비슷한 분위기를 가진 영화가 80년대의 홍콩에서도 연이어 만들어지게 되면서 많은 이들이 그러한 영화들을 '홍콩 누아르'라고 부르게 된 것이다.
홍콩 누아르와 필름 누아르의 차이점을 굳이 꼽는다면 할리우드의 필름 누아르는 드라마의 내용에 중심을 두었던 반면 홍콩 누아르는 그에 비해 화려한 액션을 강조했다는 점이 있다. 이 때문에 어떤 사람들은 소재가 비슷할 뿐 필름 누아르와 홍콩 누아르 사이에 아무런 공통점이 없다고 주장하기도 한다.

## 예시
대표적인 홍콩 누아르 영화들로는 <열혈남아>, <영웅본색>, <첩혈가두>, <첩혈쌍웅> 등을 들 수 있다.